# De hemelse bruiloft
De hemelse bruiloft is een kinderlegende en werd gepubliceerd in Kinder- und Hausmärchen van de gebroeders Grimm. De legenden werden niet genummerd, maar het verhaal is bekend als KHM(209).

## Het verhaal
Een arme boerenjongen hoort in de kerk dat degene die naar de hemel wil gaan, altijd de rechte weg moet bewandelen. Hij loopt rechtdoor over berg en dal en de weg leidt naar een grote stad met in het midden een kerk. De dienst is bezig en hij ziet alle heerlijkheid. De jongen denkt in de hemel aangekomen te zijn en is gelukkig. Na de dienst zegt de koster dat hij weg moet gaan, maar de jongen weigert. De koster vertelt dit tegen de pastoor en deze zegt de jongen bij zijn geloof te zullen laten. Hij gaat naar hem toe en vraagt of hij wil werken. De jongen zegt dat hij dit wel gewend is, maar niet uit de hemel zal vertrekken.
De jongen blijft in de kerk en ziet hoe de mensen naar de houten beelden van de Moeder van God en het kindje Jezus gaan. Ze knielen en bidden en de jongen denkt nu dat de lieve Heer erg mager is. Hij besluit elke dag de helft van zijn eten te geven en het beeld gebruikt dit. Na een paar weken is het beeld groter en sterker en de mensen zijn verbaasd. De pastoor begrijpt het ook niet en houdt de kleine jongen in het oog en ziet zo hoe de Moeder van God het eten aanneemt.
Na een poos wordt de jongen ziek en na zijn ziekbed geeft hij meteen zijn eten weer aan het beeld van de Moeder van God. De pastoor hoort hoe hij zijn verontschuldigingen aanbiedt voor de lange tijd dat hij niet bij het beeld is geweest. Het beeld antwoordt en zegt dat ze de goede wil heeft gezien en dat dit voldoende is. De volgende zondag mag de jongen op de bruiloft komen en de jongen vertelt dit tegen de pastoor. De pastoor laat de jongen vragen of hij ook op de bruiloft mag komen, maar het beeld wil alleen de jongen ontvangen.
De pastoor wil hem voorbereiden en hem het avondmaal geven en de jongen vindt het heerlijk. Wanneer hem de volgende zondag de hostie wordt gegeven, valt hij dood neer. Hij is ingegaan tot de eeuwige bruiloft.

## Achtergronden
Verwante verhalen zijn Het kind van Maria, De kleermaker in de hemel, Jan Plezier, Speelhans, De dorsvleugel uit de hemel, Het boertje in de hemel, Jonkvrouw Maleen, Vrolijke Frans en Hoe de Appingedammer in de hemel kwam.